# Phare de Cabo Prior
Le phare de Cabo Prior est un phare situé sur Cabo Prior dans la paroisse civile de San Martiño de Covas de la commune de Ferrol, dans la province de La Corogne (Galice en Espagne).
Il est géré par l'autorité portuaire de Ferrol .

## Histoire
C'est une tourelle hexagonale, avec lanterne et galerie, construite en 1853 devant une maison de gardiens en maçonnerie d'un étage. La tour est en pierre non peinte et la maison est peinte en beige avec des pierres apparentes non peintes. Le dôme de lanterne est peint en noir. Il a été électrifié en 1974 et dispose d'une corne de brume émettant la lettre P en morse toutes les 25 s audibles jusqu'à 7 milles nautiques.
Le phare est érigé sur un promontoire bien en vue entre le Cap Finisterre et le Cap Ortegal, au sommet d'une falaise verticale. Il marque l'entrée des ports de Ferrol et de La Corogne.
Identifiant : ARLHS : SPA038 ; ES-03220 - Amirauté : D1692 - NGA : 2460 .
|                              |
| Cabo Prior, le phare en 2006 |

|                              |
| Cabo Prior, le phare en 2017 |

### Lien connexe
- Liste des phares d'Espagne